# Maomé ibne Iúçufe Atacafi
Maomé ibne Iúçufe Atacafi (Muhammad ibn Yusuf al-Thaqafi, lit. "Maomé, filho de Iúçufe Atacafi"), foi um governador do Califado Omíada no começo do século VIII. Irmão do poderoso governador do Iraque, Alhajaje ibne Iúçufe, Maomé serviu sob seu irmão como governador representante para Pérsis e mais tarde serviu como governador do Iêmem. Morreu em ofício em 714/5. Sua filha se casou com Iázide II e eles tiveram um filho, Ualide II.